# تشن يوشي
تشن يوشي (الصينية المبسطة: 陈芋汐؛ الصينية التقليدية: 陳芋汐؛ 11 سبتمبر 2005) هي لاعبة غطس صينية بطلة وطنية وأولمبية. في دورة الألعاب الأولمبية الصيفية 2020، فازت بالميدالية الذهبية مع شريكها كوان هونجشان في حدث الغطس من منصة 10 أمتار متزامن للسيدات. كما فازت تشين بالميدالية الفضية في مسابقة حدث منصة 10 أمتار بنتيجة 420.70، بفارق أقل من 5 نقاط خلف الحائزة على الميدالية الذهبية ومواطنتها كوان في دورة الألعاب الأولمبية الصيفية 2024، أيضا فازت تشن إلى جانب زميلتها في الفريق كوان هونغ تشان، بالميدالية الذهبية في منصة 10 أمتار متزامن للسيدات.